# أبوان (المنيا)
قرية أبوان هي إحدى القرى التابعة لمركز مطاي بمحافظة المنيا في جمهورية مصر العربية. حسب إحصاءات سنة 2006، بلغ إجمالي السكان في أبوان 16171 نسمة، منهم 8055 رجلا و8116 امرأة، ومن أعلامها محمد حيدر باشا وزير الحربية في عهد الملك فاروق الأول.